# Fiat Strada
Fiat Strada – samochód osobowy typu pick-up klasy aut miejskich produkowany pod włoską marką FIAT od 1996 roku. Od 2020 roku jest produkowana druga generacja samochodu.

## Pierwsza generacja

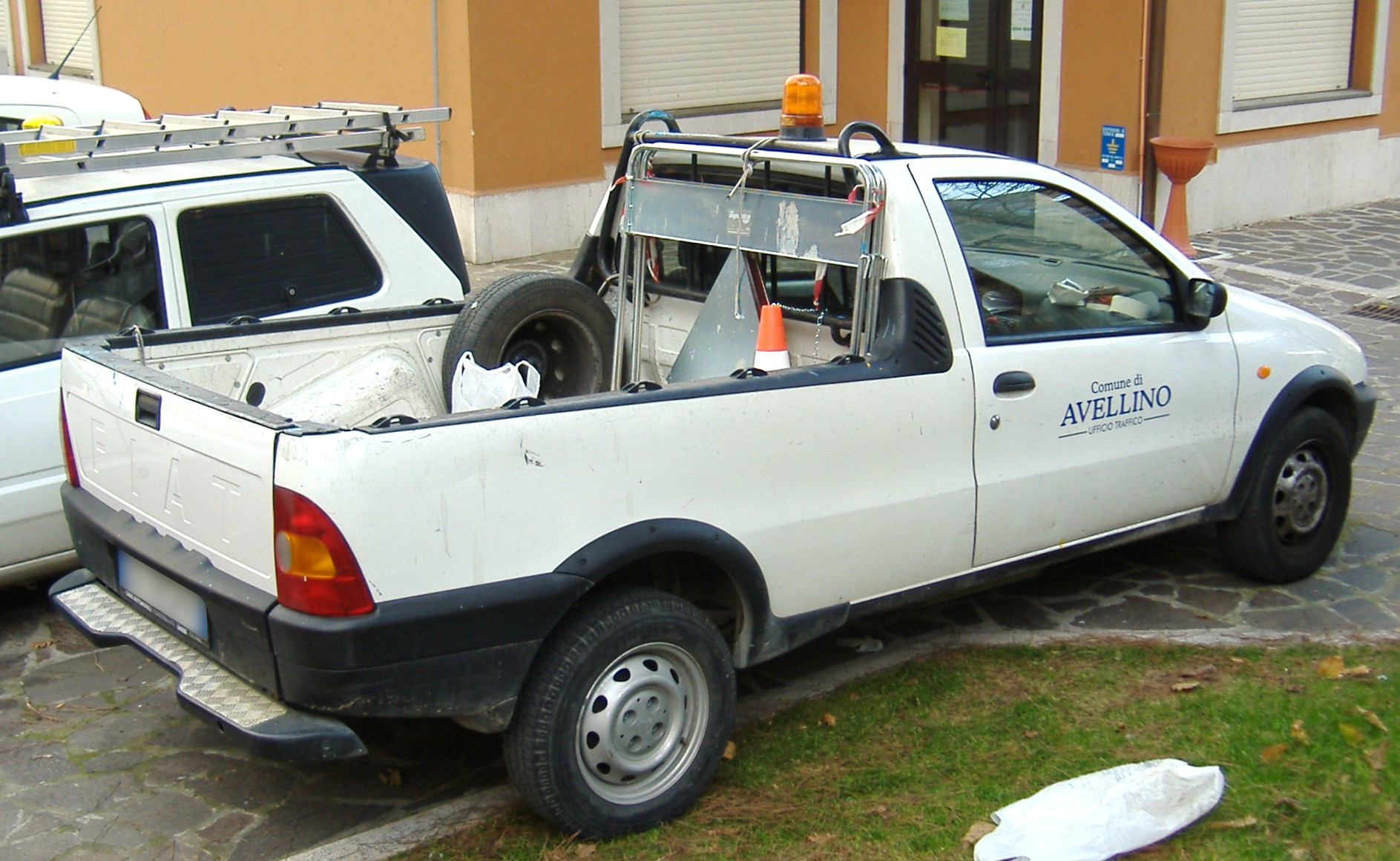
Fiat Strada I - tył

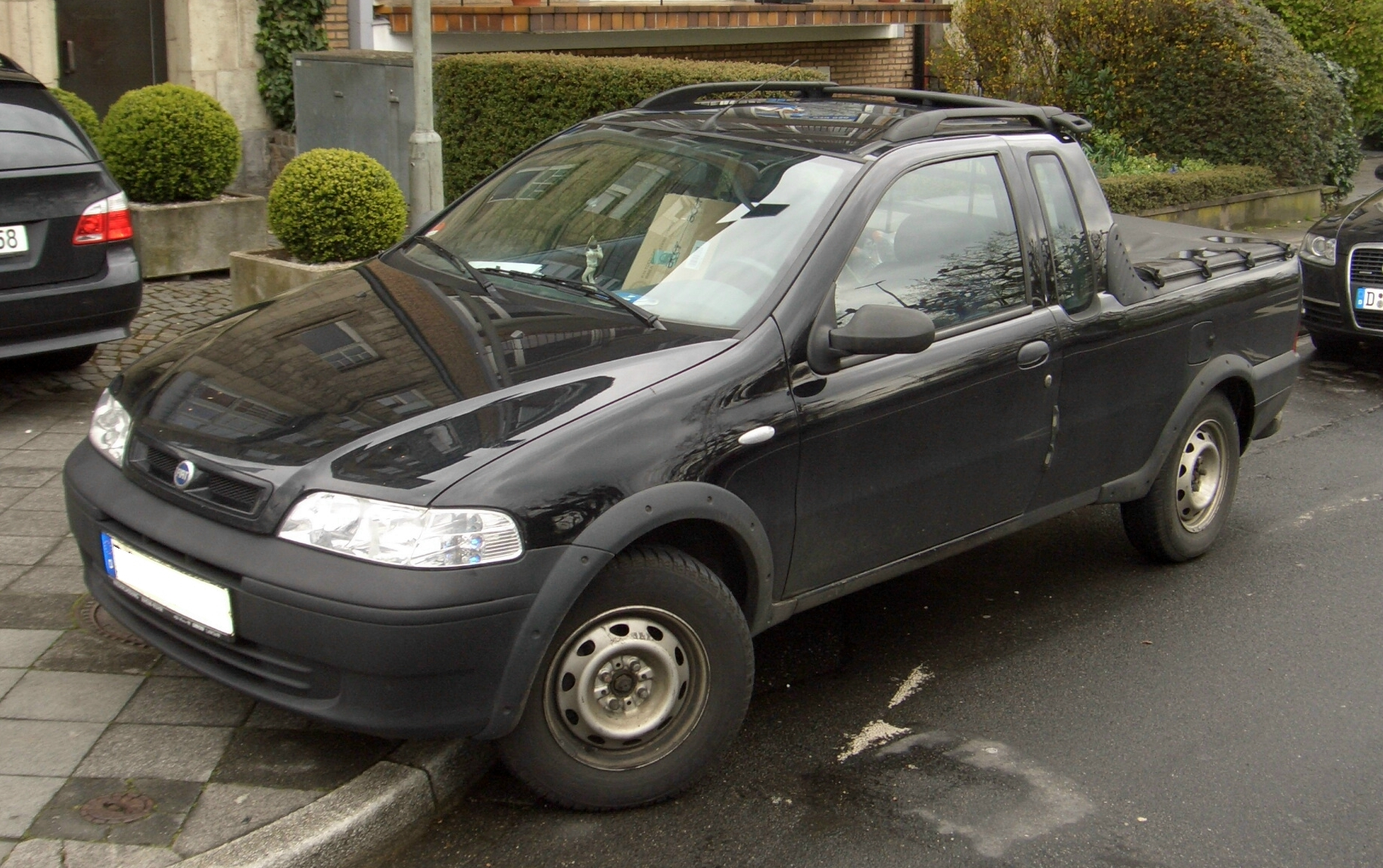
Fiat Strada I po liftingu

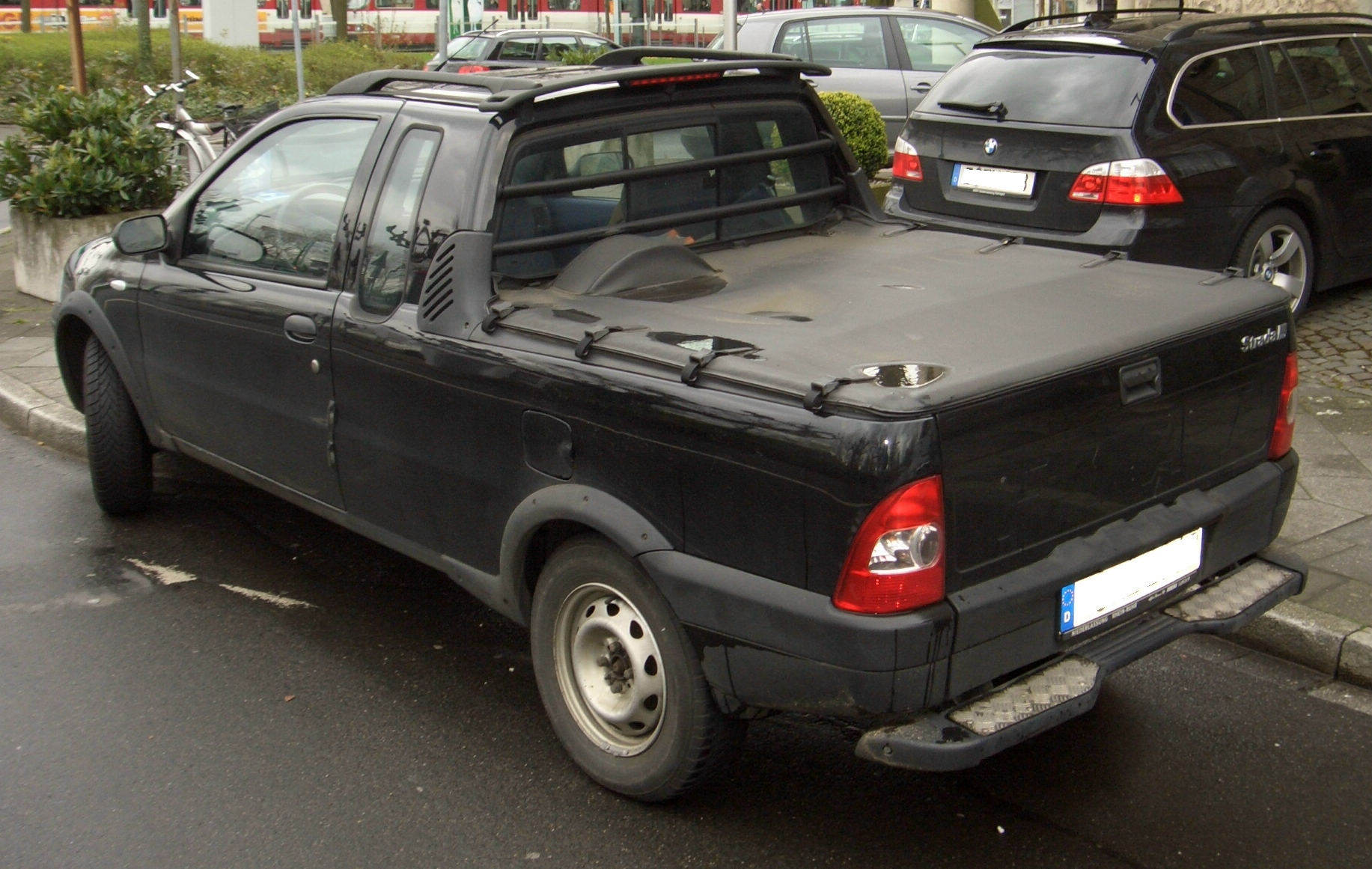
Fiat Strada I - tył po liftingu

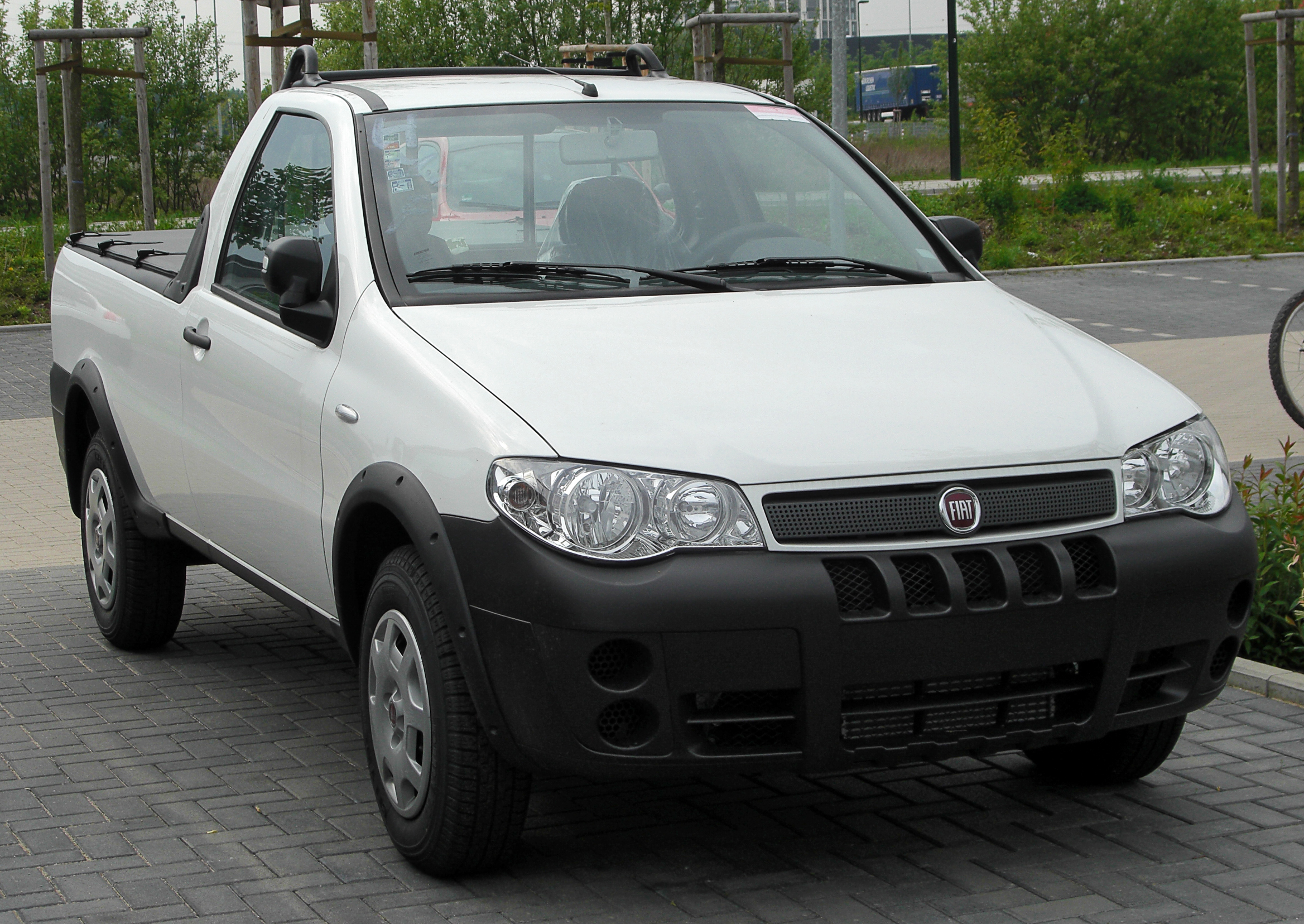
Fiat Strada I po drugim liftingu

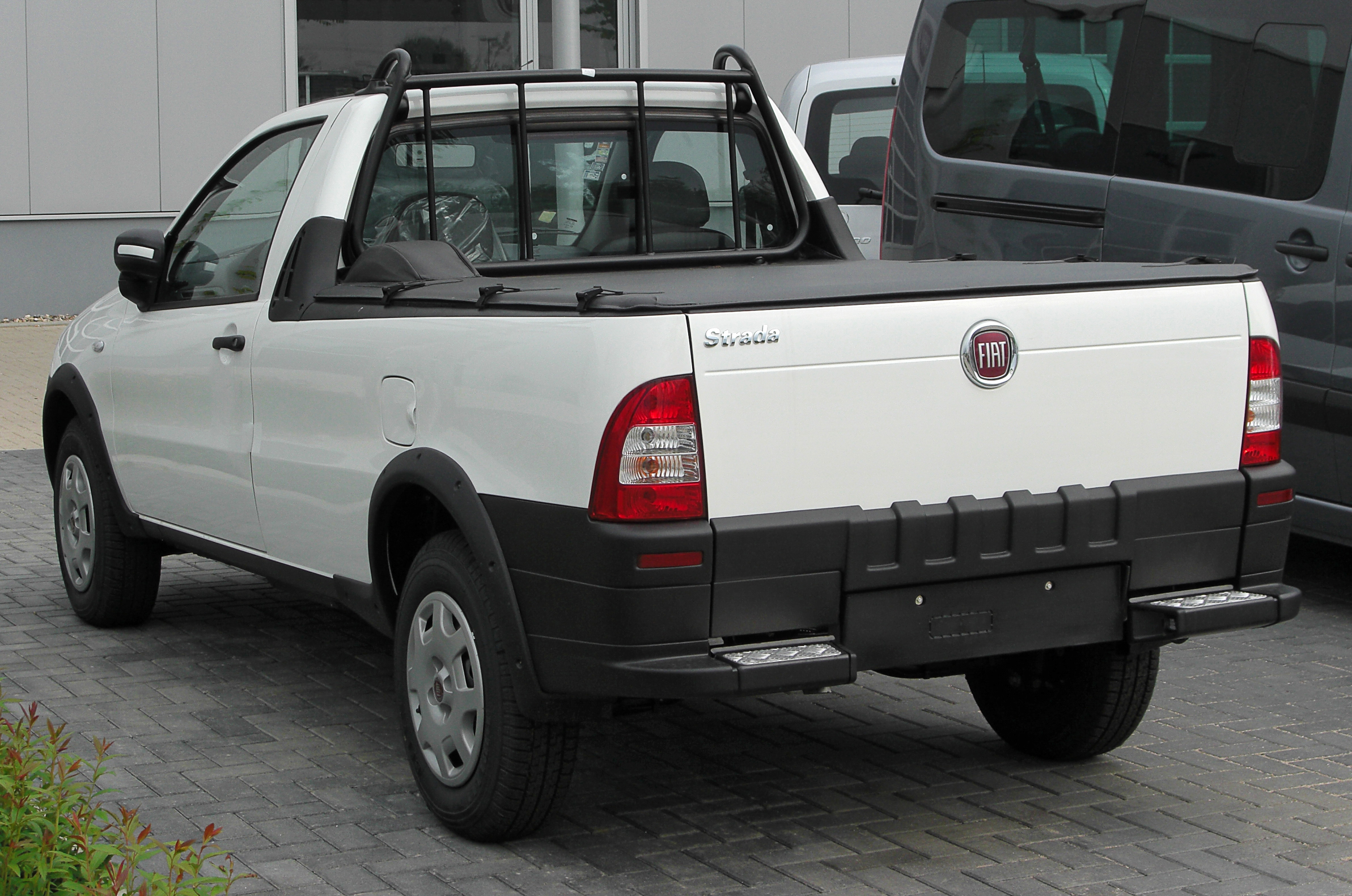
Fiat Strada I - tył po drugim liftingu

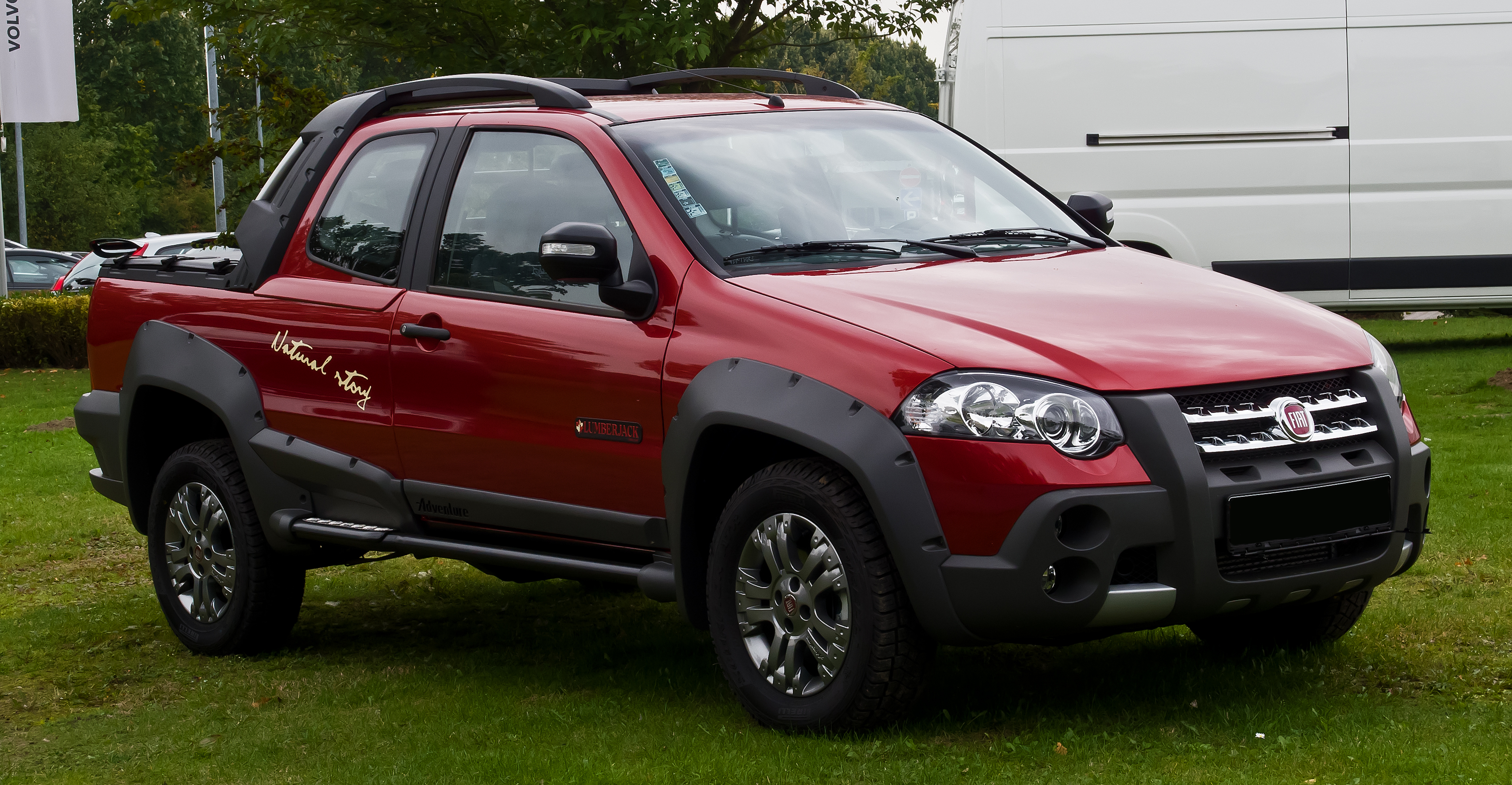
Fiat Strada I po trzecim liftingu

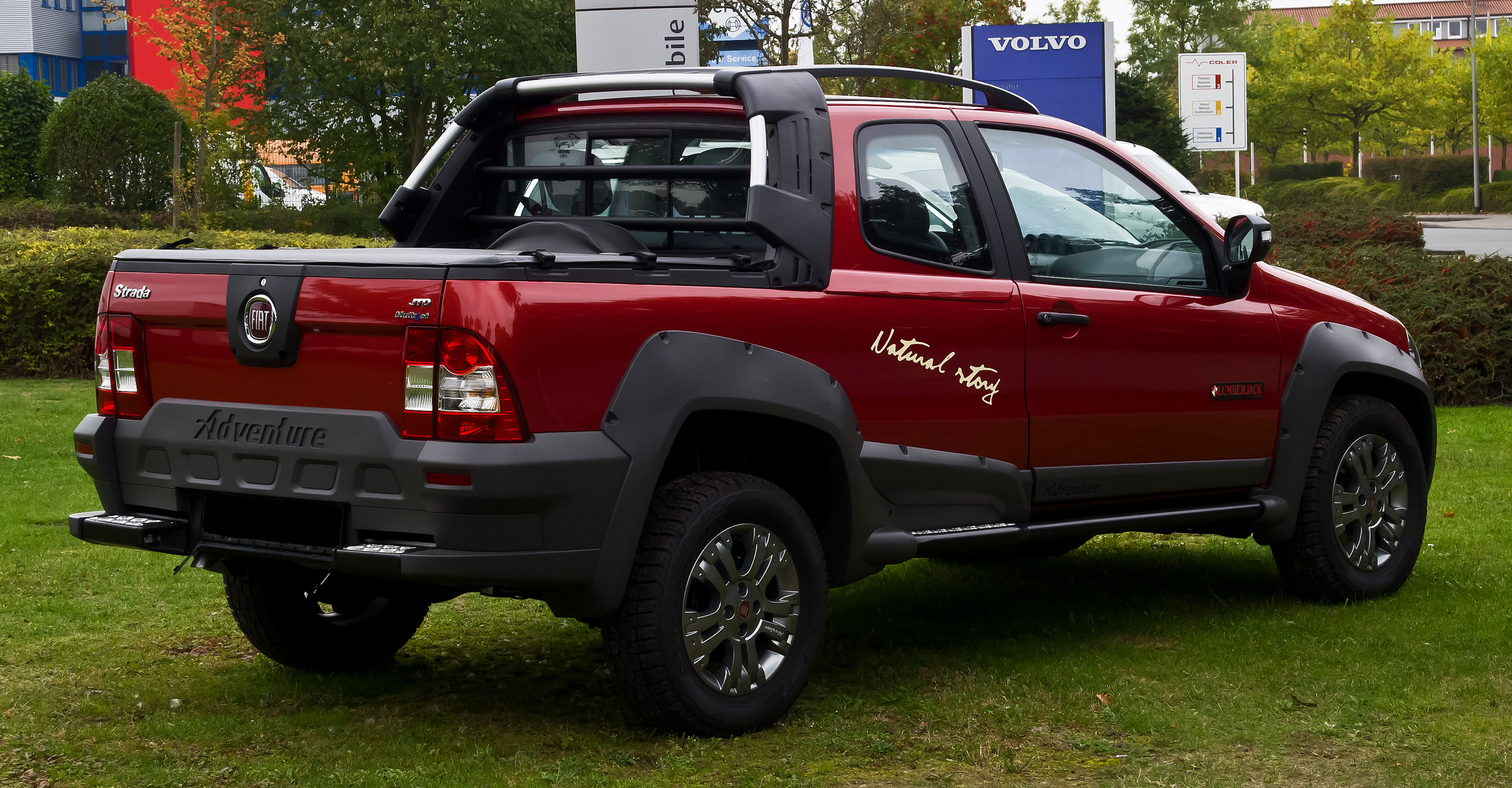
Fiat Strada I - tył po trzecim liftingu

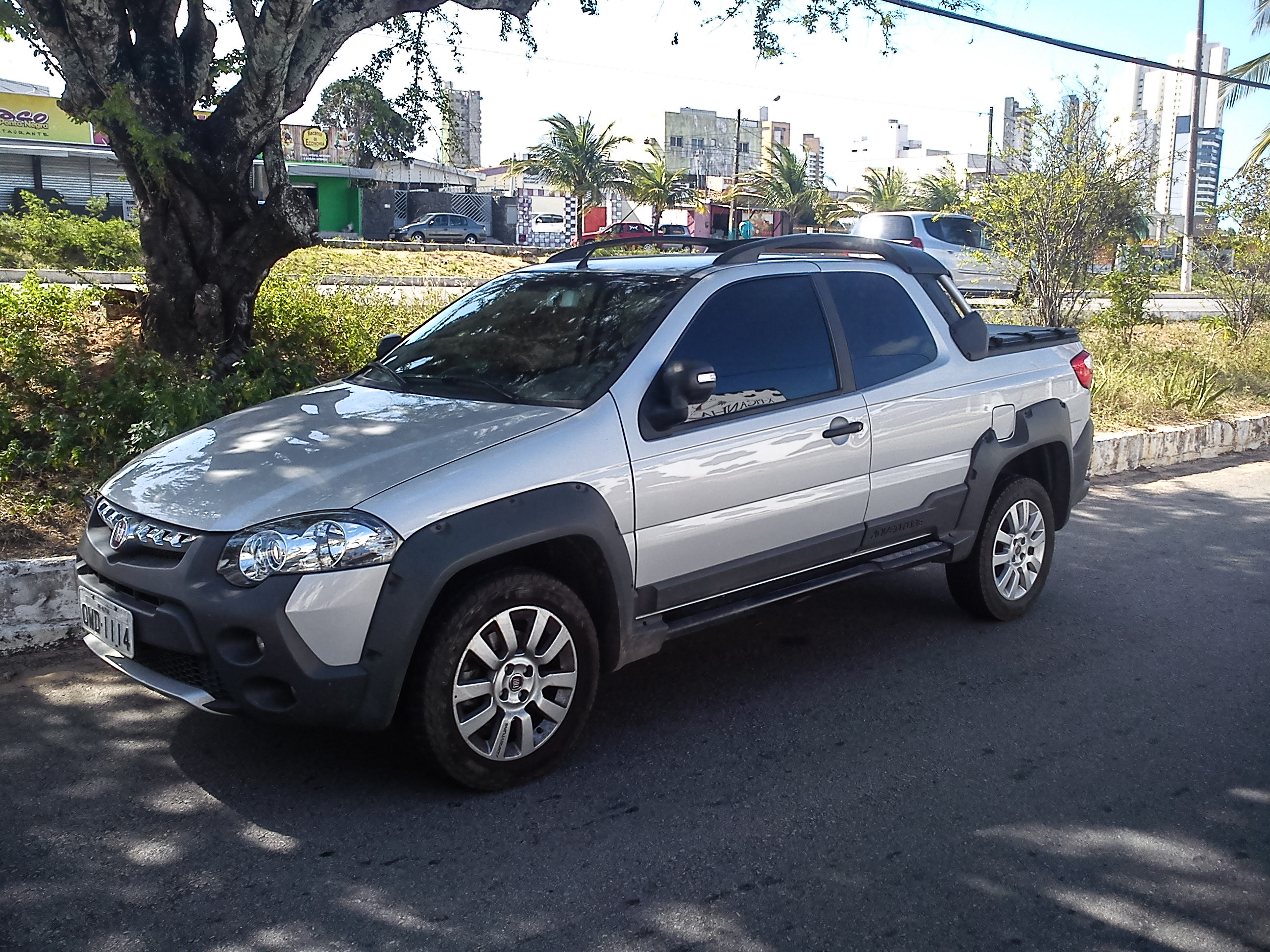
Fiat Strada I po czwartym liftingu

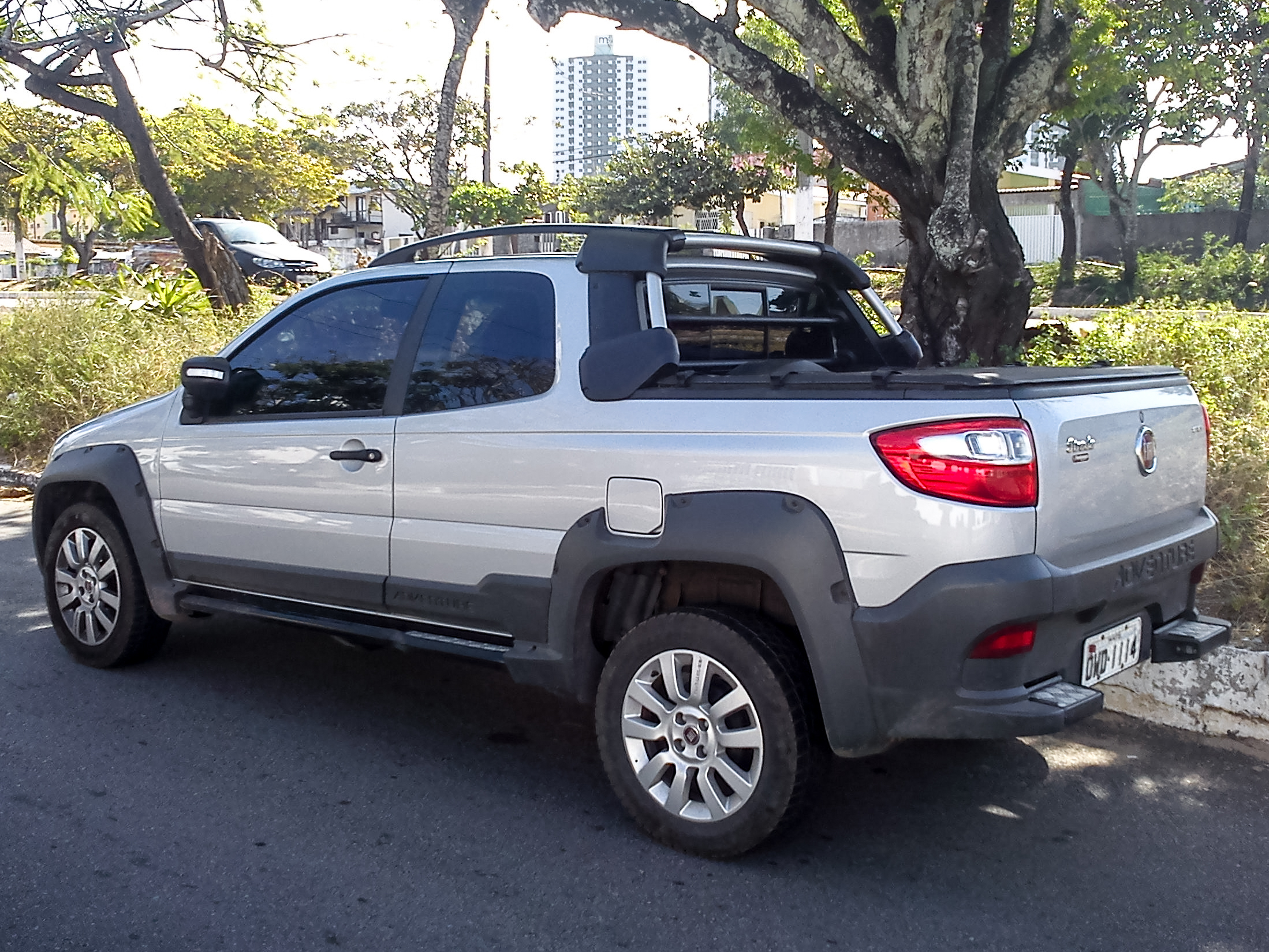
Fiat Strada I- tył po czwartym liftingu

Strada I zastąpiła w ofercie Fiata model Fiorino drugiej generacji w wersji pickup. Powstała w ramach Projektu 178 i jest de facto odmianą pickup modelu Palio, na którym oparto także inne odmiany nadwoziowe - kombi Palio Weekend i sedana Siena.

### Modernizacje
Fiat Strada jest ostatnim, oprócz modelu Weekend, pojazdem zbudowanym w ramach projketu 178, który dalej jest produkowany i oferowany. Od czasu 1996 roku samochód jest dostępny jednak nieprzerwanie tylko w Ameryce Południowej.

#### Pierwszy lifting (2001)
W ramach pierwszej modernizacji zmieniono całkowicie wygląda pasa przedniego, w ramach którego pojawiły się inne, wąskie reflektory. Odwświeżono także materiały wykończeniowe kokpitu oraz wkłady tylnych lamp. Strada po pierwszej modernizacji po raz pierwszy była oferowana także w terenowej odmianie Strada Adventure.

#### Drugi lifting (2004)
Druga modernizacja była ewolucją dotychczasowego modelu, w której ramach pojawił się nowy wygląd przedniego zderzaka i odświeżony wygląd reflektorów. Ponadto, zmieniono też wypełnienie tylnych lamp i odświeżono projekt deski rozdzielczej. Była to pierwsza i jedyna wariacja Strady dostępna w Polsce.

#### Trzeci lifting (2009)
W 2009 roku auto przeszło trzeci face lifting, który upodobnił model do Fiata Linei. Auto oferowane jest z silnikami 1.4 Flex 105 KM i 1.8 Flex przeznaczonymi do spalania benzyny i etanolu. W 2012 roku odświeżono model. 

#### Czwarty lifting (2013)
W 2013 roku Fiat zmodernizował Stradę po raz czwarty i jak na razie - ostatni. Zmieniono wygląd przednich i tylnych zderzaków, a także po raz pierwszy w historii zmieniono wygląd tylnych lamp. Od 2015 roku model oferowany jest także w Meksyku jako RAM 700.

### Wersje wyposażeniowe

#### (1998-2002)
- Working
- Trekking
- LX

#### (2009
- Adventure
- Adventure Locker
- Adventure Cabine Dupla
- Trekking
- Working
- Lumberjack[7]

Standardowe wyposażenie pojazdu obejmuje m.in. klimatyzacja manualna, światła przeciwmgłowe, alufelgi. Opcjonalnie auto wyposażyć można w m.in. radioodtwarzacz CD/MP3, szyberdach oraz obszytą skórą kierownicę.

### Wersje nadwoziowe
- krótka kabina
- długa kabina
- ciężarowo-osobowa podwójna kabina
- skrzynia ładunkowa

### Silniki (2004)
W Europie auto oferowano z nowoczesnym silnikiem 1.9 JTD oraz 1.3 JTD 16V 85KM. W Republice Południowej Afryki auto oferowano z silnikami: 1.2 MPI, 1.6 MPI, 1.4 MPI, 1.7 TD oraz w wersjach wyposażeniowych: EL, ELX, Adventure. Auto nadal oferowane jest w dwóch wersjach nadwoziowych z krótką oraz z dłuższą kabiną.
| Wersja        | Rodzaj nadwozia | Liczba drzwi | Długość skrzyni ładunkowej [mm] | Szerokość skrzyni ładunkowej [mm] | Szerokość skrzyni ładunkowej między nadkolami [mm] | Wysokość skrzyni ładunkowej [mm] | Pojemność skrzyni ładunkowej [dm³] | Ładowność [kg] |
| ------------- | --------------- | ------------ | ------------------------------- | --------------------------------- | -------------------------------------------------- | -------------------------------- | ---------------------------------- | -------------- |
| Krótka kabina | Pick-up         | 2            | 1693                            | 1220                              | 1070                                               | 496                              | 1100                               | 705            |
| Długa kabina  | Pick-up         | 2            | 1393                            | 1220                              | 1070                                               | 496                              | 800                                | 685            |
| Adventure     | Pick-up         | 2            | 1393                            | 1220                              | 1070                                               | 496                              | 800                                | 685            |

### Silnik dostępny w Polsce (2010 - 2012)
- Wysokoprężny JTD MultiJet[9]

| Silnik  | Pojemność skokowa [cm³] | Moc maksymalna [KM] ([kW]) przy obr./min | Maks. moment obrotowy [Nm] przy obr./min | Układ i liczba cylindrów | Układ rozrządu/ liczba zaworów | Przyśpieszenie (s) 0–100 km/h | Prędkość maksymalna km/h | Spalanie (l/100 km) średnio |
| ------- | ----------------------- | ---------------------------------------- | ---------------------------------------- | ------------------------ | ------------------------------ | ----------------------------- | ------------------------ | --------------------------- |
| 1.3 16v | 1248                    | 85 (62,5)/4000                           | 200/1750                                 | R4                       | DOHC/16                        | 13,5                          | 165                      | 5,3                         |

## Druga generacja

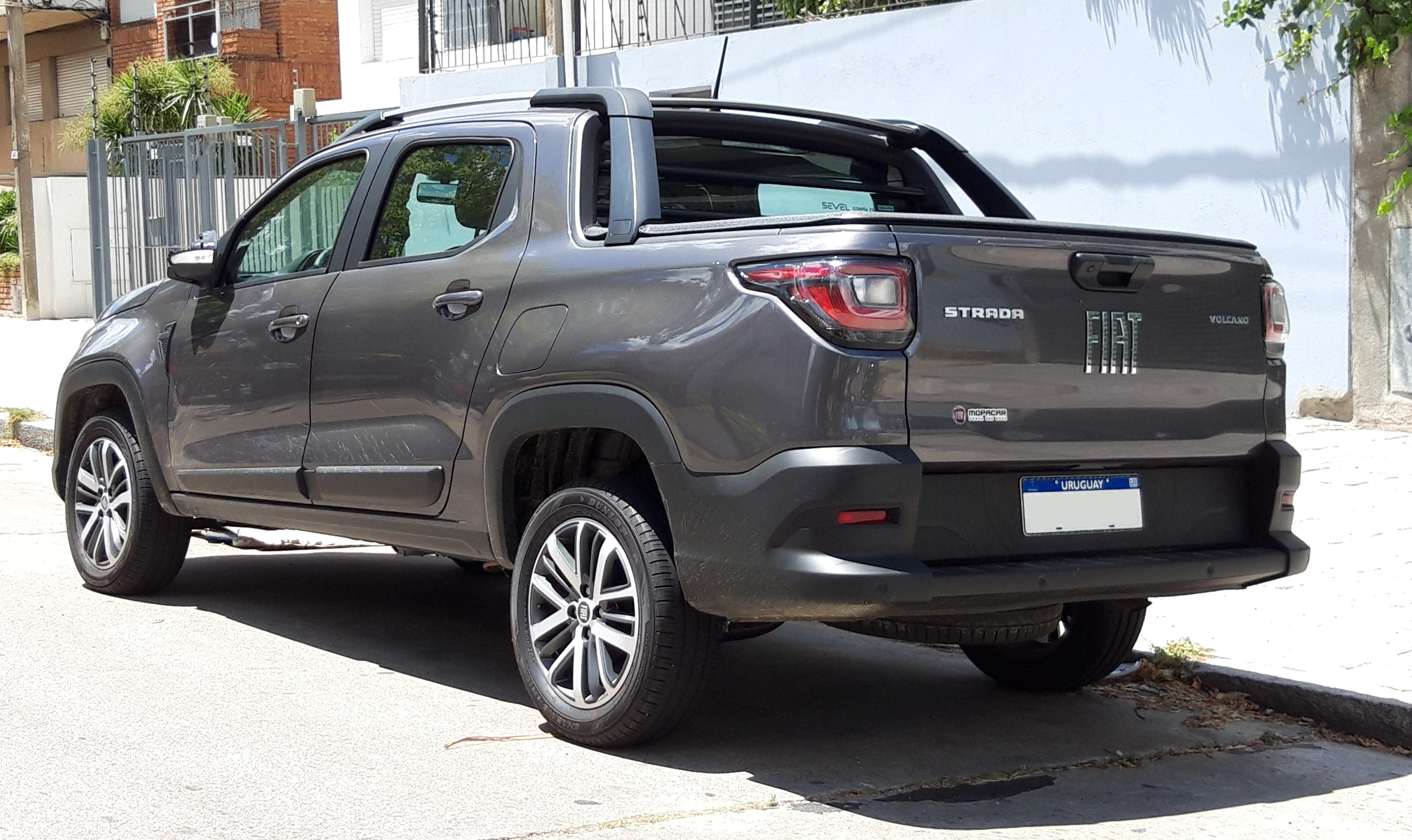
Fiat Strada II - tył

Fiat Strada II został po raz pierwszy zaprezentowany w czerwcu 2020 roku.
Konstrukcja drugiej generacji pojazdu jest oparta na modelach Fiat Argo, Fiat Pulse i Fiat Cronos. Druga generacja modelu jest produkowana wyłącznie w zakładach Fiata w Betim.